# Анновка (Носовский район)
А́нновка (укр. Га́ннівка) — село в Носовском районе Черниговской области Украины. Население 157 человек. Занимает площадь 0,023 км².
Код КОАТУУ: 7423880501. Почтовый индекс: 17141. Телефонный код: +380 4642.

## Власть
Орган местного самоуправления — Анновский сельский совет. Почтовый адрес: 17151, Черниговская обл., Носовский р-н, с. Анновка, ул. Украинская, 5.